# Reventazonia atrifrons
Reventazonia atrifrons är en insektsart som beskrevs av Rauno E. Linnavuori 1959. Reventazonia atrifrons ingår i släktet Reventazonia och familjen dvärgstritar. Inga underarter finns listade i Catalogue of Life.